# Pentagon (Künstlergruppe)
Pentagon war eine 1985 in Köln gegründete Künstlergruppe. Gerd Arens, Wolfgang Laubersheimer, Detlef Meyer-Voggenreiter, Reinhard Müller und Ralph Sommer zählten zu den 5 Mitgliedern. Die fünf Mitglieder entwarfen vor allem Metall- und Möbelkonstruktionen, die heute bei der Firma Laubersheimer in Produktion sind. Die Gruppe hat sich 1991 aufgelöst.

„Eine der Ikonen des „Neuen Designs“ ist das Verspannte Regal von Wolfgang Laubersheimer. Er ist Gründungsmitglied der Kölner Designergruppe Pentagon, die sich 1985 mit eigener Galerie formierte. Der Name der Gruppe nimmt Bezug auf die Anzahl ihrer Mitglieder. 1987 war Pentagon auf der 8. documenta in Kassel vertreten und richtete das vielbeachtete Café Casino ein. Das Regal gehört heute nicht mehr zur Pentagon-Kollektion (die Galerie mußte 1990 geschlossen werden). Laubersheimer übernahm selbst die Produktion und bereicherte die Kollektion der Design-Agentur Nils Holger Moormann, Aschau.“

## Ausstellungen (Auswahl)
- 1986 Wohnen von Sinnen Kunstmuseum Düsseldorf
- 1987 documenta 8, Kassel[4]
- 1988 Design Heute Deutsches Architekturmuseum, Frankfurt am Main, Weeling Projekts Zeus Mailand, Griff in den Staub, Köln
- 2014 Schrill Bizarr Brachial. Das Neue Deutsche Design der 80er Jahre Bröhan-Museum, Berlin
- 2020 Design Gruppe Pentagon. Museum für Angewandte Kunst Köln